# Ida Dehmel
Ida Dehmel, née Ida Coblence (14 janvier 1870 à Bingen am Rhein - 29 septembre 1942 à Hambourg), est une poétesse et muse lyrique allemande. Féministe, elle est également connue comme activiste du monde des arts.

## Biographie
Ida Coblenz grandit à Bingen am Rhein en Rhénanie-Palatinat. Après la mort prématurée de sa mère, elle est éduquée selon les principes stricts de son père et intègre un pensionnat pour jeunes filles. Elle est l'amie du poète et traducteur allemand Stefan George qui lui dédie un cycle de poème à l'été 1892. En 1895, elle épouse le Consul Auerbach, un riche marchand drapier. Ensemble, ils s'installent à Berlin dans le quartier de Tiergarten, où leur maison devient un lieu de rencontre pour les artistes, critiques et scientifiques.
La faillite de son époux met un terme à leur union. Ida déménage avec son fils Heinz-Lux à proximité du couple Paula et Richard Dehmel, écrivain et poète allemand reconnu. Après l'expérience infructueuse d'une relation à trois, Richard Dehmel se sépare de sa femme et de ses enfants pour commencer avec Ida une nouvelle vie à proximité de Hambourg. De nouveau, ce lieu réunit artistes et jeunes talents. Ils se marient à Londres, en octobre 1901.
Féministe engagée, elle lance en 1906, le club des femmes de Hambourg avant de devenir en 1911, la présidente de l'Association allemande du Nord pour le suffrage des femmes.
Au début de la Première Guerre mondiale, Richard Dehmel, âgé de cinquante ans et Heinz-Lux Auerbach, le fils d'Ida sont mobilisés pour l'effort de guerre. En 1917, Heinz-Lux est tué en France. Membre de la Fédération allemande du travail, Ida Dehmel organise dès la fin de la guerre dans sa Dehmelhaus une variété d'événements portant sur les questions sociales et artistiques. En 1920, Richard Dehmel succombe à une blessure de guerre. Sa succession fonde la Société Dehmel et publie ses lettres et journaux intimes. Le nom d'Ida Dehmel est alors associé à l'idée de créer une Association d'art dédiée aux femmes.

## Engagements artistiques
Après avoir créé la ligue des artistes allemandes d'Allemagne du Nord (Bund Niederdeutscher Künstlerinnen) aux côtés de l'historienne de l'art Rosa Schapire, elle fonde entre 1926 et 1927, la GEDOK (association des artistes allemands, autrichiens et amis de l'art), un groupe de défense des artistes de tous genres. Le mouvement s'étend à de nombreuses villes allemandes et regroupe des artistes telles Marie von Geldern-Egmond,  Käthe Kollwitz, Renée Sintenis ou Ricarda Huch.
Le 20 avril 1933, des soldats prennent d'assaut la salle de réunion du tribunal de Hambourg où se déroule la réunion mensuelle du conseil de la GEDOK. Contrainte par l'accession au pouvoir d'Adolf Hitler, Ida Dehmel est forcée de démissionner de la présidence du mouvement en raison de ses origines juives. En solidarité avec l'activiste, 5 000 membres quittent la Gedok rebaptisée par ses militants, la Reichsgedok.
La situation d'Ida Dehmel devient de plus en plus difficile, mais elle ne renonce ni à sa maison, ni à ses archives. En 1937, alors qu'elle travaille à la version finale de son roman autobiographique Daija, elle prend la route vers les États-Unis, l'Amérique centrale et les Antilles, afin de trouver des financiers non-juifs susceptibles de soutenir son engagement artistique.
Elle est arrêtée en 1941 puis relâchée grâce à l'aide de la baronne Mary Toll et du prince Friedrich Christian Schaumburg-Lippe, ancien collaborateur de Joseph Goebbels. Libérée de la contrainte de porter l'étoile juive, elle peut continuer à vivre dans la Dehmelhaus.
À l'automne 1942, alors que les déportations se multiplient en Allemagne, Ida Dehmel se suicide par un surdosage de somnifères.

## Héritage
Après la  Seconde Guerre mondiale, l'idée de la Gedok a été reprise dans de nombreuses villes et de nouveaux groupes ont depuis émergé,. Depuis 1967, le prix de littérature Ida Dehmel est décerné par un panel composé de membres de la GEDOK. La poétesse allemande Marierose Fuchs fut la première lauréate de cette récompense.

## Notes et références

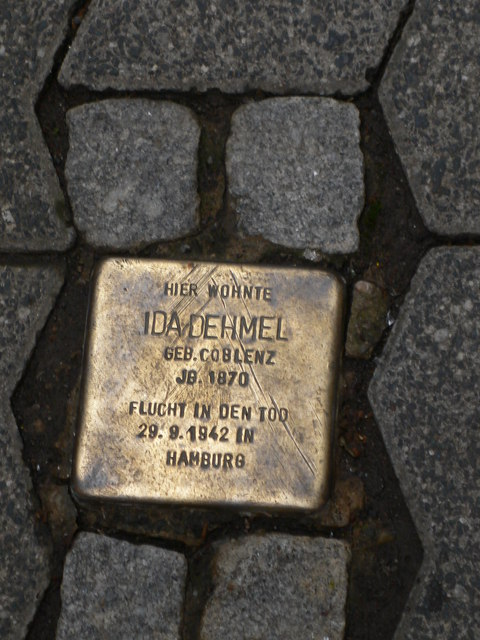
Plaque commémorative d'Ida Dehmel, en hommage aux victimes juives de l'Holocauste.